# David Edwards
David Edwards (Shrewsbury, 3 de febrero de 1986) es un futbolista galés que juega de centrocampista en el Bala Town F. C. de la Cymru Premier.

## Selección nacional
Fue internacional con la selección de fútbol de Gales desde 2007 y formó parte del elenco que integra la participación de aquella selección en la Eurocopa 2016.
En marzo de 2018 anunció su retirada internacional.

## Clubes
| Club                          | País       | Año       |
| ----------------------------- | ---------- | --------- |
| Shrewsbury Town F. C.         | Inglaterra | 2003-2007 |
| Luton Town F. C.              | Inglaterra | 2007-2008 |
| Wolverhampton Wanderers F. C. | Inglaterra | 2008-2017 |
| Reading F. C.                 | Inglaterra | 2017-2019 |
| Shrewsbury Town F. C.         | Inglaterra | 2019-2021 |
| Bala Town F. C.               | Gales      | 2021-     |